# 马克·雷基
马克·雷基（義大利語：Mark Recchi，1968年2月1日—），加拿大男子冰球运动员，场上位置是前锋。他曾代表加拿大国家队参加1998年冬季奥林匹克运动会冰球比赛，获得第4名。